# Manfred Ulbricht
Manfred Ulbricht (nascido em 9 de setembro de 1947) é um ex-ciclista alemão que competiu no ciclismo nos Jogos Olímpicos de Verão de 1968.